# 南島 (麥克唐納群島)
南島（英語：South Island），是南極洲的島嶼，位於赫德島以西43公里，屬於麥克唐納群島的一部分，在1948年由澳大利亞探險隊測量和命名，由澳大利亞海外領地負責管轄。